# الضريبة المهنية في المغرب
الضريبة المهنية في المغرب الشهيرة بمسمى شهادة الباتنت هي ضريبة تجارية مباشرة صدرت بموجب الظهير رقم 1 / 61-442 المؤرخ 30 ديسمبر 1961 المنشور في بالجريدة الرسمية رقم 2566 مكرر 1 بنفس التاريخ. يخضع لها الأشخاص الطبيعيين والاعتباريين (الشركات) سواء من جنسية مغربية أو أجنبية والذين يزاولون مهنة أو صناعة أو تجارة في المغرب باستثناء الاستثناءات المحددة بمقتضى الظهير الملكي بحسب الفصل الأول من الظهير الشريف رقم 1.61.442 المنظم للضريبة المهنية (الباتانتا).

## مجال تطبيق
- يشمل أصل الضريبة ضريبة نسبية مخصصة في ٪90 لميزانيات البلديات مكان الضريبة.
- عندما تتشكل بلديات التكتل في البلديات الحضرية؛ يتم التوزيع بين البلديات وفقًا لعدد السكان.
- تم إرفاق تسميات المهن الخاضعة للضريبة في كل من الجدولين أ و ب بظهير رقم 331-633 المؤرخ في 16 نوفمبر 1963 (رقم 2670 ص) 2، تم تعديله بموجب قوانين المالية اللاحقة.

## الاعفاءات
- تُعفى رخص العمل من الضرائب لمدة خمس سنوات من قبل أي شخص طبيعي أو اعتباري يمارس مهنة أو صناعة أو تجارة من بداية النشاط المعني. ينطبق هذا الإعفاء أيضًا، لنفس المدة، على الأراضي والمباني من أي نوع  والإضافات إلى المباني والآلات والأجهزة والمعدات والأدوات المكتسبة أثناء التشغيل، مباشرة أو عن طريق التأجير.
- ينطبق هذا الإعفاء على الأراضي والمباني والإضافات الإنشائية وعلى الآلات والمعدات والأدوات المكتسبة في أو بعد 1 يناير 2001.
- يعفى من الضريبة المهنية رغم مزاولة إحدى المهن المقيدة في التعريفة : الأشخاص الذين لا تكون المهن المذكورة بالنسبة إليهم سوى مزاولة لوظيفة عمومية. // المستغلون الفلاحيون فيما يرجع فقط لبيع ومناولة ونقل المحصولات والغلل المتحصلة من الأراضي التي يستثمرونها وبيع الماشية التي يربونها بها وذلك خارج كل دكان أو متجر.

## معدل الضريبة
| الجدول والطبقة                                                                                | جماعات حضرية بها 30.000 نسمة فما فوق | جماعات حضرية بها أقل من 30.000 نسمة | جماعات قروية            |
| --------------------------------------------------------------------------------------------- | ------------------------------------ | ----------------------------------- | ----------------------- |
| جدول"أ" خارج الطبقة الطبقة الأولى الطبقة الثانية الطبقة الثالثة الطبقة الرابعة الطبقة الخامسة | - 750 500 250 180 120 60             | - 650 425 200 150 100 50            | - 500 350 150 120 80 40 |
| جدول"ب" الطبقة الأولى الطبقة الثانية                                                          | - 750 500                            | - 625 400                           | - 500 300               |